# Патриарх Константинопольский
Патриа́рх Константино́польский, официально Его Божественное Всесвятейшество Архиепископ Константинополя — Нового Рима и Вселенский патриарх (греч. Ἡ Αὐτοῦ Θειοτάτη Παναγιότης, ὁ ᾿Αρχιεπίσκοπος Κωνσταντινουπόλεως, Νέας Ρώμης καὶ Οἰκουμενικὸς Πατριάρχης) — титул предстоятеля Константинопольской церкви, который считается епископом primus inter pares (первым среди равных) в сообществе православных поместных церквей и духовным лидером православных христиан во всём мире.
С 22 октября 1991 года титул носит Варфоломей.

## История и значение

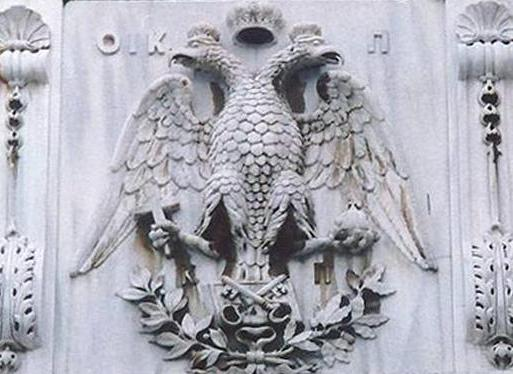
Герб Константинопольского патриархата над входом в собор Святого Георгия, Фанар

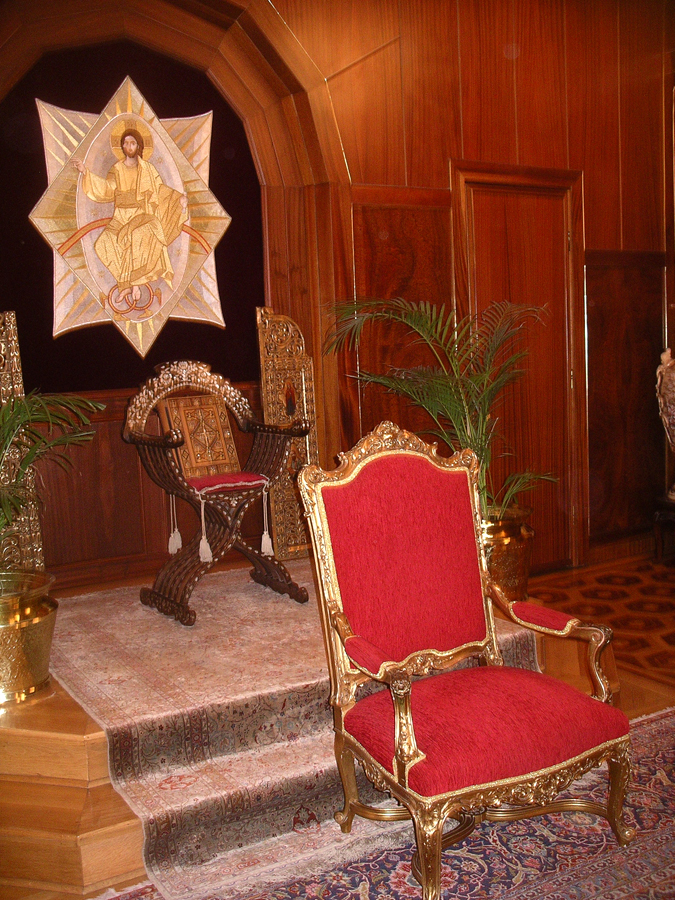
Тронный зал в здании Вселенской патриархии. На троне возлежит Евангелие; Патриарх восседает на троне ниже, на переднем плане

Титул и статус епископа Константинополя оформились в эпоху становления Византийской империи, когда Константинополь начал играть роль столицы Римской империи.
Впервые титулование «Вселенский» (греч. Οικουμενικός) появилось у патриарха Акакия (472—489) вскоре после Четвёртого (Халкидонского) Вселенского собора (451), правила 9-е, 17-е и 28-е которого провозгласили общеимперскую юрисдикцию епископа Нового Рима как второго после Римского (решения Собора были приняты в Риме в 453 году, но с протестом против 28-го правила). К концу VI века титулование и роль закрепились окончательно как в гражданских актах империи, так и в церковных. 36-е правило Трулльского собора (конец VII века) гласило: «Определяем, да имеет престол Константинопольский равные преимущества с престолом древнего Рима и, якоже сей, да возвеличивается в делах церковных, будучи вторым по нём: после же оного да числится престол великого града Александрии, потом престол Антиохийский, а за сим престол града Иерусалима».
После завоевания Константинополя турками в 1453 году епископ города, ставшего столицей Османской империи, сохранил свой титул и обрёл статус главы (этнарха) православных в Османской империи. В XIX веке, по мере обретения политической независимости от Османской империи православными странами Юго-Восточной Европы, пределы юрисдикции Вселенского патриарха сокращались, учреждались новые национальные церкви: среди прочих, и Церковь Эллады в 1850 году. Османская империя прекратила своё существование после Первой мировой войны. Константинополь, который в октябре 1923 года после победы движения во главе с Кемалем Ататюрком и установления Турецкой республики утратил статус столицы, официально именуется с 1930 года İstanbul, а по-русски — Стамбул.
Начиная с 1920-х годов при Мелетии II утвердилась концепция, согласно которой Вселенскому патриарху принадлежат определённые прерогативы в отношении полноты Церкви, в частности, исключительная юрисдикция над всею православной диаспорой. Данная концепция, именуемая её противниками восточным папизмом, оспаривается некоторыми поместными церквями, прежде всего, Московским патриархатом.
Почившие Патриархи Нового времени погребены в женском монастыре в честь иконы «Живоносный источник» в Валукли́ (греч. Βαλουκλή, тур. Balıklı) на западе исторической части Стамбула.
Из 223 Константинопольских патриархов лишь 95 скончались на своей кафедре (все они были избраны пожизненно), 35 вступали на кафедру дважды, восьмеро — трижды, трое — четырежды и трое — шесть раз. В 72 случаях были низложены светской властью или народом, 36 Патриархов бежали со своей кафедры, причём один из них — дважды.

## Споры

Флаг Константинопольского патриарха Варфоломея

Несмотря на то, что титулование «Вселенский» зафиксировано в ряде международно-правовых актов (в частности, в Лозаннском договоре (1923)), правительство Турецкой Республики не признаёт за Константинопольским патриархом титула «Вселенский» и признаёт только его статус как главы православной общины Турции.
В июле 2008 года Европейский суд по правам человека в Страсбурге единогласно вынес решение, которым признал юридический статус Константинопольского патриархата и осудил правительство Турции за незаконное присвоение приюта на острове Бююкада (один из девяти Принцевых островов в Мраморном море), тем самым удовлетворив апелляцию Константинопольского патриархата, впервые обратившегося с иском о защите своих имущественных прав в европейские судебные инстанции.
В конце января 2010 года Парламентская ассамблея Совета Европы приняла резолюцию № 1704 «Свобода религиозных и других человеческих прав немусульманского меньшинства в Турции и мусульманского меньшинства во Фракии (Восточная Греция)», которая призывает, среди прочего, власти Турции уважать право Патриарха включать в свой титул определение «Вселенский», а также признать за ним право юридического лица; документ называет институт «Вселенским православным патриархатом в Стамбуле» (the Ecumenical Orthodox Patriarchate in Istanbul).

## Резиденция
Патриаршая резиденция и кафедральный собор во имя святого великомученика Георгия Победоносца находятся в Стамбуле, в районе Фанар.